# Georgi Karamiszew
Georgi Karamiszew (bułg. Георги Карамишев; ur. 10 maja 1983 w Burgasie) – bułgarski kulturysta.

## Życiorys
Ukończył liceum imienia Konstantina Petkanowa.
W 2009 roku został mistrzem Bułgarii w kulturystyce. Trzy lata później był posiadaczem siedmiu srebrnych medali sportowych oraz dwudziestu brązowych.
Poza sezonem zmagań kulturystycznych masa jego ciała przekracza sto kilogramów.
Wystąpił w teledysku do singla "Lyatno Palnoludie" bułgarskiej wokalistki Głoriji (2009).
Pracuje jako trener personalny.